# 香桉納士樹
香桉納士樹（學名：Anisoptera thurifera）是龍腦香科桉納士香屬下的一種植物。

## 型態
香桉納士樹可以生長到45公尺高，直徑可達將近2公尺，屬於常綠大喬木。板根時常不明顯。樹皮灰白帶淡咖啡色，會產生鱗狀。樹脂有香氣。葉子是橢圓形。葉片長6到15公分，寬3到7公分。有12到20對側脈。花是黃色的。果實是淺棕色的翅果，有2片約5到15公分的果翅。有時還會有小型的果翅，約2到3公分長。

## 分布
目前菲律賓可能是最多香桉納士樹的地方，生長在菲律賓的呂宋，錫布延島，內格羅斯島，薩馬島，蒂考島，雷伊泰島，馬斯巴特省，班乃島，保和省和民答那峨島海拔700公尺以下的熱帶雨林裡。印尼的北摩鹿加省和巴布亞紐幾內亞的森林裡也算常見。其他地區像是泰國，馬來西亞，緬甸，越南，柬埔寨和印尼也有分布但是數量極稀少且分散，加上伐林的壓力此種在這些地方區域性滅種機率高。
台灣目前在高雄市的美濃雙溪樹木園裡有種植，是台灣唯一的一棵。

## 用途
香桉納士樹的木材堅硬，可用來做家具或造船。本身有芳香樹脂。種子可以煮熟吃。
在菲律賓是常用的造林樹種，樹根可以防止土壤被侵蝕，有助於水土保持。